# Pochhammer-Symbol
Das Pochhammer-Symbol ist eine spezielle Funktion, die in der Kombinatorik und in der Theorie der hypergeometrischen Funktionen verwendet wird. Der Name geht auf Leo August Pochhammer zurück.
Die Verallgemeinerung des Pochhammer-Symbols nennt man verallgemeinertes Pochhammer-Symbol.

## Definition
Das Pochhammer-Symbol wird über die Gammafunktion definiert:
{\displaystyle (x,n)\equiv {\frac {\Gamma (x+n)}{\Gamma (x)}}}
Aus der Funktionalgleichung der Gammafunktion folgt dann
{\displaystyle (x,n)\equiv x(x+1)\dotsm (x+n-1)}.
Man hat also eine Identität
{\displaystyle (x,n)=x^{\overline {n}}}
mit der steigenden Faktoriellen.

### Erläuterungen
Das Pochhammer-Symbol wird auch als {\displaystyle (x)_{n}} notiert, allerdings notieren manche Autoren insbesondere in der Kombinatorik damit auch die fallende Faktorielle. In dieser Notation definiert man dann zusätzlich
{\displaystyle (x_{1},\dots ,x_{r})_{n}:=\prod \limits _{i=1}^{r}(x_{i})_{n}.}

## Eigenschaften

Funktionsgraphen der ersten vier Pochhammer-Symbole

- Das Pochhammer-Symbol ist eine meromorphe Funktion.
- Ist {\displaystyle n\in \mathbb {N} }, so kann {\displaystyle (x,n)} als Polynom in {\displaystyle x} dargestellt werden. Diese haben eine gemeinsame Nullstelle bei {\displaystyle x=0}.
- Zusammenhang zwischen Koeffizienten verschiedener Vorzeichen:

{\displaystyle (x,-n)=(-1)^{n}{\frac {1}{(1-x,n)}}}
- Divisionsregel:
  - {\displaystyle {\frac {(x,n)}{(x,m)}}=(x+m,n-m);\quad n>m}
  - {\displaystyle {\frac {(x,n)}{(x,m)}}={\frac {1}{(x+m,m-n)}};\quad m>n}
- Spezielle Werte:
  - {\displaystyle (1,n)=n!}
  - {\displaystyle ({\tfrac {1}{2}},n)=2^{-n}(2n-1)!!}
  - {\displaystyle (0,0)=1}
- Weitere Identitäten:
  - {\displaystyle (x,N-k)={\frac {(x,N)(-1)^{k}}{(-x-N+1,k)}}}
  - {\displaystyle (x,m)(x+m,n)=(x,m+n)}

## q-Pochhammer-Symbol

### Begrenztesq-Pochhammer-Symbol
Das {\displaystyle q}-Pochhammer-Symbol ist das {\displaystyle q}-Analog des Pochhammer-Symbols. Dieses spielt eine wichtige Rolle in der Theorie der elliptischen Modulfunktionen und in der Kombinatorik bei {\displaystyle q}-Analoga klassischer Formeln. Hierbei wird das {\displaystyle q}-Analogon natürlicher Zahlen, angeregt durch den Grenzübergang
{\displaystyle \lim _{q\rightarrow 1}{\frac {1-q^{n}}{1-q}}=n},
über folgende Formel definiert:
{\displaystyle [n]_{q}={\frac {1-q^{n}}{1-q}}=1+q+q^{2}+\dotsb +q^{n-1}}
Das {\displaystyle q}-Pochhammer-Symbol wird über die formale Potenzreihe in der Variablen {\displaystyle q} definiert:
{\displaystyle (a;q)_{n}=\prod _{k=0}^{n-1}(1-aq^{k})=(1-a)(1-aq)(1-aq^{2})\dotsm (1-aq^{n-1})}
mit der Zusatzbedingung:
{\displaystyle (a;q)_{0}=1}.
Sie werden auch {\displaystyle q}-Reihen genannt und {\displaystyle (a;q)_{n}} als {\displaystyle (a)_{n}} abgekürzt, z. B. {\displaystyle (q;q)_{n}=(q)_{n}=\prod _{k=1}^{n}(1-q^{k})=(1-q)(1-q^{2})\dotsm (1-q^{n})}.
Der Buchstabe q wird deswegen in den Formeln verwendet, weil er das elliptische Nomen beziehungsweise die Jacobische Entwicklungsgröße darstellt.

### Unendlichesq-Pochhammer-Symbol
Das {\displaystyle q}-Pochhammer-Symbol lässt sich auch zu einem unendlichen Produkt erweitern:
{\displaystyle (a;q)_{\infty }=\prod _{k=0}^{\infty }(1-aq^{k})}
Der Spezialfall
{\displaystyle \phi (q)=(q;q)_{\infty }=\prod _{k=1}^{\infty }(1-q^{k})}
wird als Eulersches Produkt bezeichnet. 
Das elliptische Nomen als Funktion stellt den Zusammenhang zu den vollständigen elliptischen Integralen erster Art her:
{\displaystyle [q(\varepsilon );q(\varepsilon )]_{\infty }=2^{1/3}|\varepsilon |^{1/12}(1-\varepsilon ^{2})^{1/6}q(\varepsilon )^{-1/24}\pi ^{-1/2}K(\varepsilon )^{1/2}}
{\displaystyle [q(\varepsilon )^{2};q(\varepsilon )^{2}]_{\infty }=|\sin[2\arcsin(\varepsilon )]|^{1/6}q(\varepsilon )^{-1/12}\pi ^{-1/2}K(\varepsilon )^{1/2}}
{\displaystyle [q(\varepsilon );q(\varepsilon )^{2}]_{\infty }=2^{1/4}|\cot[2\arctan(\varepsilon )]|^{1/12}q(\varepsilon )^{1/24}}
{\displaystyle q(\varepsilon )=\exp[-\pi K({\sqrt {1-\varepsilon ^{2}}})K(\varepsilon )^{-1}]}
{\displaystyle K(w)=\int _{0}^{\pi /2}[1-w^{2}\sin(\alpha )^{2}]^{-1/2}\,\mathrm {d} \alpha }

### Partitionszahlenfolge und Pentagonalzahlensatz
Das Eulersche Pochhammer-Produkt spielt in der Theorie der Partitionsfunktion eine entscheidende Rolle.
Denn die Maclaurinsche Reihe für den Kehrwert des Eulerschen Produkts trägt die Partitionszahlen als Koeffizienten:
{\displaystyle (x;x)_{\infty }^{-1}=\sum _{k=0}^{\infty }P(k)x^{k}}
Dabei steht P(n) für die n-te Partitionszahl.
Die Maclaurinsche Reihe für das Eulersche Produkt selbst hat an allen Summanden die Fünfeckszahlen und Kartenhauszahlen als Exponenten:
{\displaystyle (x;x)_{\infty }=\sum _{k=0}^{\infty }{\bigl [}x^{K(2k)}-x^{F(2k+1)}-x^{K(2k+1)}+x^{F(2k+2)}{\bigr ]}}
Dabei steht F(n) für die n-te Fünfeckszahl und K(n) für die n-te Kartenhauszahl:
{\displaystyle F(n)={\tfrac {1}{2}}n(3n-1)}
{\displaystyle K(n)={\tfrac {1}{2}}n(3n+1)}
Diese Tatsache basiert auf dem Pentagonalzahlensatz von Leonhard Euler.

### Thetafunktion und Psifunktion
Das Eulersche Produkt kann auch mit der Jacobischen Thetafunktion und der Ramanujanschen Psifunktion ausgedrückt werden:
{\displaystyle (x;x)_{\infty }=\vartheta _{00}(x)^{1/6}\vartheta _{01}(x)^{2/3}{\biggl [}{\frac {\vartheta _{00}(x)^{4}-\vartheta _{01}(x)^{4}}{16\,x}}{\biggr ]}^{1/24}={\sqrt[{6}]{\psi _{R}(x^{2})\vartheta _{00}(x)\vartheta _{01}(x)^{4}}}}
Speziell für positive x-Werte gilt außerdem:
{\displaystyle (x;x)_{\infty }=3^{-1/2}x^{-1/24}\vartheta _{10}({\tfrac {1}{6}}\pi ;x^{1/6})=2^{-1/6}x^{-1/24}\vartheta _{10}(x)^{1/6}\vartheta _{00}(x)^{1/6}\vartheta _{01}(x)^{2/3}}
Der Mathematiker Srinivasa Ramanujan entdeckte folgende Beziehung zu den Thetafunktionen:
{\displaystyle (x;x^{2})_{\infty }={\sqrt[{6}]{\psi _{R}(x^{2})^{-1}\vartheta _{00}(x)^{-1}\vartheta _{01}(x)^{2}}}=2^{1/6}x^{1/24}\vartheta _{10}(x)^{-1/6}\vartheta _{00}(x)^{-1/6}\vartheta _{01}(x)^{1/3}}
Sie finden sich in seinem Aufsatz Modular Equations and Approximations to π. Aus den beiden zuletzt genannten Formeln folgt:
{\displaystyle (x;x)_{\infty }(x;x^{2})_{\infty }=\vartheta _{01}(x)}
Für die Thetafunktionen dienen diese Formeln zur Definition:
{\displaystyle \vartheta _{01}(x)=1-2\sum _{n=1}^{\infty }{\bigl [}x^{\Box (2n-1)}-x^{\Box (2n)}{\bigr ]}=\prod _{n=1}^{\infty }(1-x^{2n})(1-x^{2n-1})^{2}}
{\displaystyle \vartheta _{00}(x)=1+2\sum _{n=1}^{\infty }x^{\Box (n)}=\prod _{n=1}^{\infty }(1-x^{2n})(1+x^{2n-1})^{2}}
{\displaystyle \vartheta _{10}(x)=2x^{1/4}+2x^{1/4}\sum _{n=1}^{\infty }x^{2\bigtriangleup (n)}=2x^{1/4}\prod _{n=1}^{\infty }(1-x^{2n})(1+x^{2n})^{2}}
Die Ramanujansche Ψ-Funktion {\displaystyle \psi _{R}(x)} ist über jene Formel definiert:
{\displaystyle \psi _{R}(x)=1+\sum _{n=1}^{\infty }x^{\bigtriangleup (n)}}

### Rogers-Ramanujan-Kettenbruch
Mit dem Pochhammer-Symbol kann auch die Rogers-Ramanujan-Kettenbruchfunktion R(x) dargestellt werden:
{\displaystyle R(x)=x^{1/5}{\biggl [}1+\sum _{n=1}^{\infty }{\frac {x^{2\bigtriangleup (n)}}{(x;x)_{n}}}{\biggr ]}{\biggl [}1+\sum _{n=1}^{\infty }{\frac {x^{\Box (n)}}{(x;x)_{n}}}{\biggr ]}^{-1}=x^{1/5}{\frac {(x;x^{5})_{\infty }(x^{4};x^{5})_{\infty }}{(x^{2};x^{5})_{\infty }(x^{3};x^{5})_{\infty }}}=}
{\displaystyle =\tan {\biggl \langle }{\frac {1}{2}}\operatorname {arccot} {\biggl \{}{\frac {\vartheta _{01}(x^{1/5})[5\,\vartheta _{01}(x^{5})^{2}-\vartheta _{01}(x)^{2}]}{2\,\vartheta _{01}(x^{5})[\vartheta _{01}(x)^{2}-\vartheta _{01}(x^{1/5})^{2}]}}+{\frac {1}{2}}{\biggr \}}{\biggr \rangle }=}
{\displaystyle =\tan {\biggl \langle }{\frac {1}{2}}\operatorname {arccot} {\biggl \{}{\frac {1}{2}}{\biggl [}{\frac {\vartheta _{00}(x^{1/10})\vartheta _{01}(x^{1/10})\vartheta _{10}(x^{1/10})}{\vartheta _{00}(x^{5/2})\vartheta _{01}(x^{5/2})\vartheta _{10}(x^{5/2})}}{\biggr ]}^{1/3}+{\frac {1}{2}}{\biggr \}}{\biggr \rangle }=}
{\displaystyle =\tan {\biggl \{}{\frac {1}{2}}\arctan {\biggl [}{\frac {1}{2}}-{\frac {\vartheta _{01}(x)^{2}}{2\vartheta _{01}(x^{5})^{2}}}{\biggr ]}{\biggr \}}^{1/5}\tan {\biggl \{}{\frac {1}{2}}\operatorname {arccot} {\biggl [}{\frac {1}{2}}-{\frac {\vartheta _{01}(x)^{2}}{2\vartheta _{01}(x^{5})^{2}}}{\biggr ]}{\biggr \}}^{2/5}=}
{\displaystyle =\tan {\biggl \{}{\frac {1}{2}}\arctan {\biggl [}{\frac {1}{2}}-{\frac {\vartheta _{01}(x^{1/2})^{2}}{2\vartheta _{01}(x^{5/2})^{2}}}{\biggr ]}{\biggr \}}^{2/5}\cot {\biggl \{}{\frac {1}{2}}\operatorname {arccot} {\biggl [}{\frac {1}{2}}-{\frac {\vartheta _{01}(x^{1/2})^{2}}{2\vartheta _{01}(x^{5/2})^{2}}}{\biggr ]}{\biggr \}}^{1/5}}
In der ersten Zeile der Gleichungskette werden die Rogers-Ramanujan-Identitäten repräsentiert.
Dabei wurden für eine kompaktere Darstellung die Abkürzungen verwendet:
{\displaystyle \bigtriangleup (n)={\tfrac {1}{2}}n(n+1)}
{\displaystyle \Box \,(n)=n^{2}}